# زاغه بزرگ قلعه رنجبر
زاغه بزرگ قلعه رنجبر نام روستایی در دهستان قلخانی در بخش گهواره شهرستان دالاهو واقع در استان کرمانشاه است. طبق سرشماری سال ۱۳۸۵ جمعیت این روستا ۱۶۷ نفر در ۳۲ خانوار می‌باشد.